# Luis de Guindos
Luis de Guindos Jurado (Madrid, 16 gennaio 1960) è un politico ed economista spagnolo, dal 2018 vicepresidente della Banca Centrale Europea. È stato ministro dell'economia, dell'industria e della competitività della Spagna tra il 2011 e il 2018.

## Biografia
De Guindos è nato a Madrid, in Spagna, il 16 gennaio 1960. Laureato in Economia e Commercio presso il Colegio Universitario de Estudios Financieros, diventa Managing Partner di Advisors AB, segretario della rivista "Business Information Spanish" e consigliere del Segretario di Stato per l'Economia della Spagna e Capo dell'Ufficio Tecnico del Segretariato Generale del Commercio.
Alla fine del 1996, de Guindos è nominato direttore generale per l'Economia e la competitività. Membro del consiglio di amministrazione di Renfe tra il 1997 e il 2000 e l'Istituto di credito ufficiale dal 2000 al 2002, nel maggio 2000 è nominato segretario generale per l'Economia, quindi Segretario di Stato per gli Affari Economici sotto il Ministro degli Affari economici Rodrigo Rato nell'ultimo governo guidato da José María Aznar e gli è subentrato David Vegara.  In tale veste, era incaricato di sorvegliare l'ingresso della Spagna nella zona euro.

### Settore privato (2004-2011)
Nel 2006 de Guindos è nominato consigliere della Lehman Brothers in Europa e direttore della sua banca controllata in Spagna e Portogallo, dove è rimasto fino al crollo e alla dichiarazione di fallimento nel 2008. Successivamente de Guindos è diventato responsabile della divisione finanziaria di Pricewaterhouse Coopers e  nominato professore di finanza presso il PwC e IE Financial Sector Center di IE Business School (Madrid), tra il 2010-2012, prima di essere nominato ministro.  Era anche membro del consiglio di amministrazione di Endesa SA, una società elettrica spagnola.
Dal 2011, de Guindos ha lavorato per il consiglio di amministrazione della Mare Nostrum Bank, costituita nel 2010 da una fusione di casse di risparmio, fino a quando non si è dimesso per entrare a far parte del governo guidato da Mariano Rajoy nel dicembre dello stesso anno.

### Ministro dell'economia (2011-2018)
De Guindos è diventato ministro dell'economia nel governo di centrodestra di Rajoy, in carica nel dicembre 2011. Ed è accreditato di aver guidato la Spagna verso la ripresa economica dopo la crisi della zona euro 2009-2014.  Ha svolto un ruolo cruciale nel negoziare il salvataggio da 100 miliardi di euro dell'Unione europea delle Casse di risparmio spagnole in crisi con i 100 miliardi di euro dell'Unione europea a carico del Fondo salvastati con la garanzia della Commissione di Bruxelles, e nel guidare la revisione del settore bancario, del mercato del lavoro e di altre parti dell'economia del paese.  L'attuazione di un programma di riforme strutturali e misure di austerità (furono utilizzati 41 dei 100 miliardi concessi) ha ottenuto elogi dai partner europei e dall'Organizzazione per la cooperazione e lo sviluppo economico (OCSE), che ha stimato che nessun paese tranne la Grecia aveva implementato più riforme strutturali di Spagna.
Nel 2012, de Guindos e Rajoy hanno inizialmente bloccato la nomina di Yves Mersch a succedere a José Manuel González Paramo come membro del Comitato esecutivo della Banca centrale europea, proponendo invece per quel ruolo il Consigliere generale della BCE Antonio Sáinz de Vicuña y Barros.  È stato poi eletto Mersch. 
Nel gennaio 2014, de Guindos è stato eletto co-presidente (insieme ad Anders Borg, poi Valdis Dombrovskis) della riunione dei ministri degli Affari economici e finanziari del PPE, che riunisce i ministri del Partito popolare europeo (PPE) di centro-destra in vista delle riunioni del Consiglio Affari economici e finanziari (ECOFIN). Nell'agosto 2014, la cancelliera tedesca Angela Merkel, che appartiene anche al blocco politico del PPE, gli ha dato il suo sostegno nella sua corsa alla successione di Jeroen Dijsselbloem alla guida dell'Eurogruppo dalla metà del 2015. Assicurare il posto all'Eurogruppo per de Guindos era un obiettivo politico chiave per Rajoy: sperava che la sua nomina cementasse la percezione che la Spagna fosse emersa dalla crisi e potesse essere presa sul serio a livello internazionale. Nel frattempo, il 5 giugno 2015, Dijsselbloem ha annunciato che avrebbe cercato un secondo mandato, spingendo de Guindos a dire che avrebbe lanciato una sfida. In una riunione dell'Eurogruppo nel luglio 2015, Dijsselbloem ha raccolto 10 voti, con i restanti paesi che hanno successivamente deciso di votare all'unanimità per il suo secondo mandato.
Alla fine del 2015, de Guindos ha annunciato che la Spagna avrebbe avuto un disavanzo di bilancio inferiore al 3% del PIL entro il 2016. Tuttavia, dopo che il paese ha mancato il suo obiettivo di deficit pubblico del 2015 del 4,2% durante mesi di infruttuosi colloqui per una coalizione a causa delle non decisive elezioni nazionali, Rajoy e de Guindos hanno dichiarato di essere disponibili a chiedere maggiore flessibilità alla Commissione europea. Quando alla fine la Commissione ha avviato procedimenti disciplinari formali contro Spagna e Portogallo nel 2016 per i loro disavanzi eccessivi nel 2014 e nel 2015, de Guindos ha pubblicamente promesso che la Spagna sarebbe sfuggita a qualsiasi sanzione dell'Unione europea. 
Quando il ministro dell'Industria  spagnolo, José Manuel Soria, si è dimesso nell'aprile 2016 in seguito alle accuse di collegamenti a transazioni offshore emerse dopo che il suo nome era comparso nei Panama Papers, de Guindos ha assunto anche l'incarico di Soria. De Guindos ha continuato ad essere ministro anche nel secondo governo Rajoy dal novembre 2016 in poi. Durante questo suo secondo mandato, de Guindos ha respinto un potenziale salvataggio con denaro pubblico del Banco Popular.

### Vicepresidente della BCE, 2018
Nel 2017, de Guindos è stato considerato come il successore naturale di Jeroen Dijsselbloem nel ruolo di  presidente dell'Eurogruppo, almeno fino a quando non è emersa la sua candidatura per la vicepresidenza della Banca centrale europea. Dopo che l'Irlanda ha ritirato la candidatura di Philip Lane nel febbraio 2018, il ministro delle finanze tedesco Peter Altmaier è stato, tra i suoi colleghi, uno dei primi ad appoggiare apertamente de Guindos. 
Nel marzo 2018, De Guindos ha lasciato la sua carica di ministro (lo ha sostituito Román Escolano), il 14 marzo 2018 la maggioranza del Parlamento europeo ha approvato la sua nomina a vicepresidente della BCE. 

## Vita privata
È sposato con Belén Liras de las Heras (1960) e ha due figli, Belén (1989) e Íñigo (1991).
Cattolico praticante, nel settembre 2014 ha partecipato alla beatificazione di uno dei leader dell'Opus Dei.  Nella stampa sostiene il diritto degli omosessuali di sposarsi e di non appoggiare la proposta del governo del 2014 di mettere al bando l'aborto.